# Blâme (ruisseau)
Pour les articles homonymes, voir Blame.
Le Blâme est un ruisseau français du département de la Dordogne, affluent de l’Auvézère et sous-affluent de l'Isle.

## Toponymie
En occitan, le cours d'eau prend le nom de Blasme[réf. nécessaire].

## Géographie

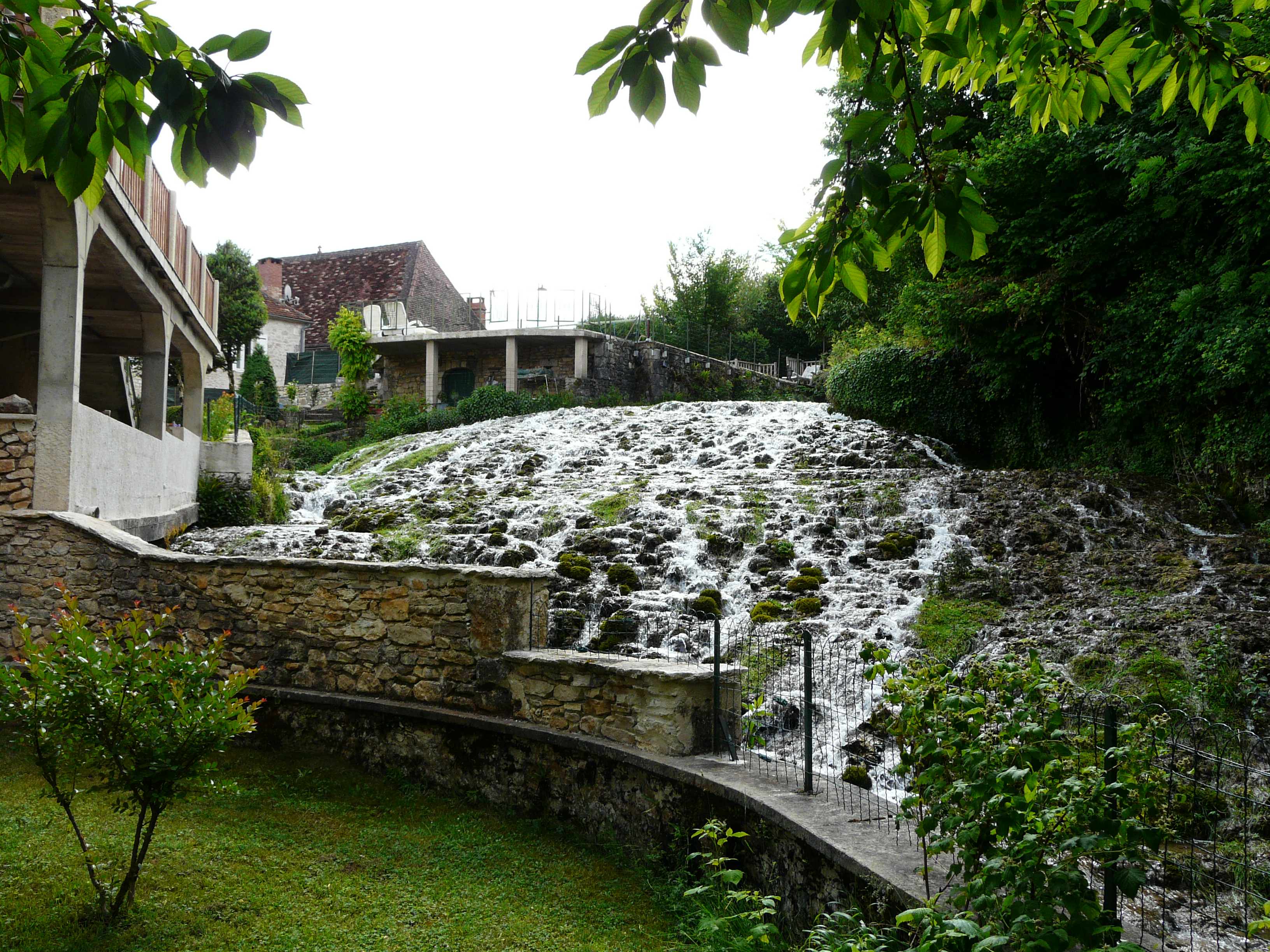
Le Blâme sur du travertin le long d'un ancien moulin, à la Forge-d'Ans.

À la suite de précipitations importantes sur plusieurs journées, le Blâme naît au puits de Bontemps d'une source artésienne, vers 143 mètres d'altitude, sur la commune de Brouchaud, à 1 500 mètres au sud du bourg. En temps normal, sa source jaillit en différents endroits possibles en contrebas du puits de Bontemps.
Après avoir contourné le bourg de Brouchaud par le sud et l'ouest, il borde le village de la Forge-d'Ans, à l'est du bourg de La Boissière-d'Ans, longeant un ancien moulin, et cascadant sur du travertin. Il rejoint l'Auvézère en rive gauche, vers 115 mètres d'altitude, par une ultime cascade.
Sur une majeure partie aval de son parcours, le Blâme est longé à l'est par la route départementale 67E2, ne s'en éloignant pas de plus de 400 mètres. Il est long de 6,1 kilomètres pour un bassin versant qui s'étend sur 101 km2.

### Affluents
Le Sandre répertorie un seul affluent au Blâme, la Soue (également appelée le Lassoue, le Lachou, le Lassonne ou le Lassone), en rive droite, mesurant 11,9 km.
La Soue ayant deux sous-affluents répertoriés, le rang de Strahler du Blâme s'élève à trois.

## Communes traversées
À l'intérieur du département de la Dordogne, le Blâme arrose seulement deux communes, depuis sa source à Brouchaud jusqu'à sa confluence avec l'Auvézère à La Boissière-d'Ans.

## Histoire
Le nom de la Forge-d'Ans est lié à une forge, alimentée par le Blâme, où ont été fondus aux XVIIe et XVIIIe siècles de nombreux canons destinés aux vaisseaux de la marine française. Datant du XVIIIe siècle, la demeure du maître de forges y est encore présente, à côté des vestiges de la forge.

## Monuments ou sites remarquables à proximité
Le puits de Bontemps est un puits artésien d'où jaillit la source du Blâme, après une importante période de pluies denses.
Vestiges de la forge d'Ans, et demeure du maître de forges.
La cascade du Blâme marque sa jonction avec l'Auvézère.

## Galerie de photos

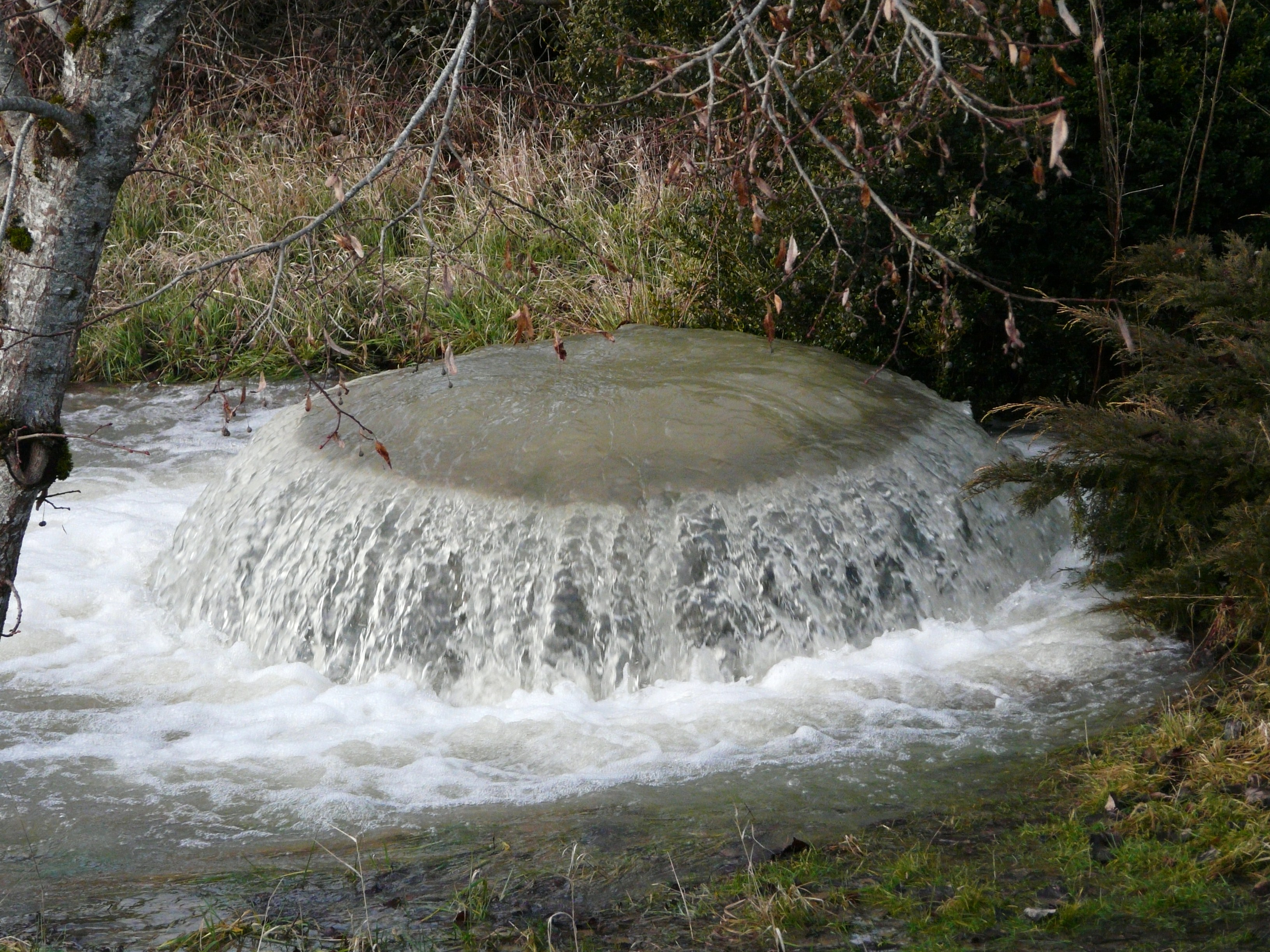
La source artésienne ...
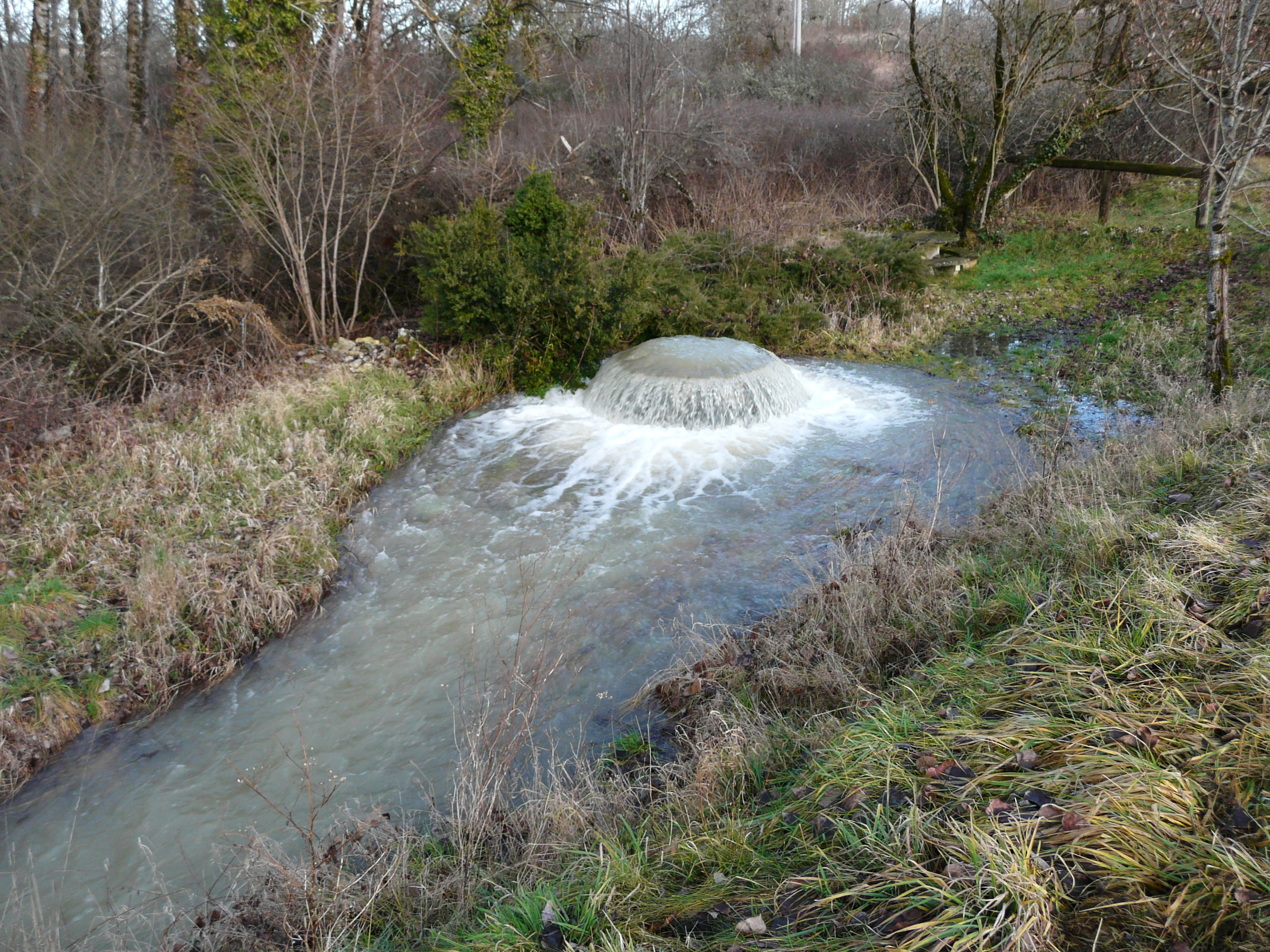
du puits de Bontemps ...
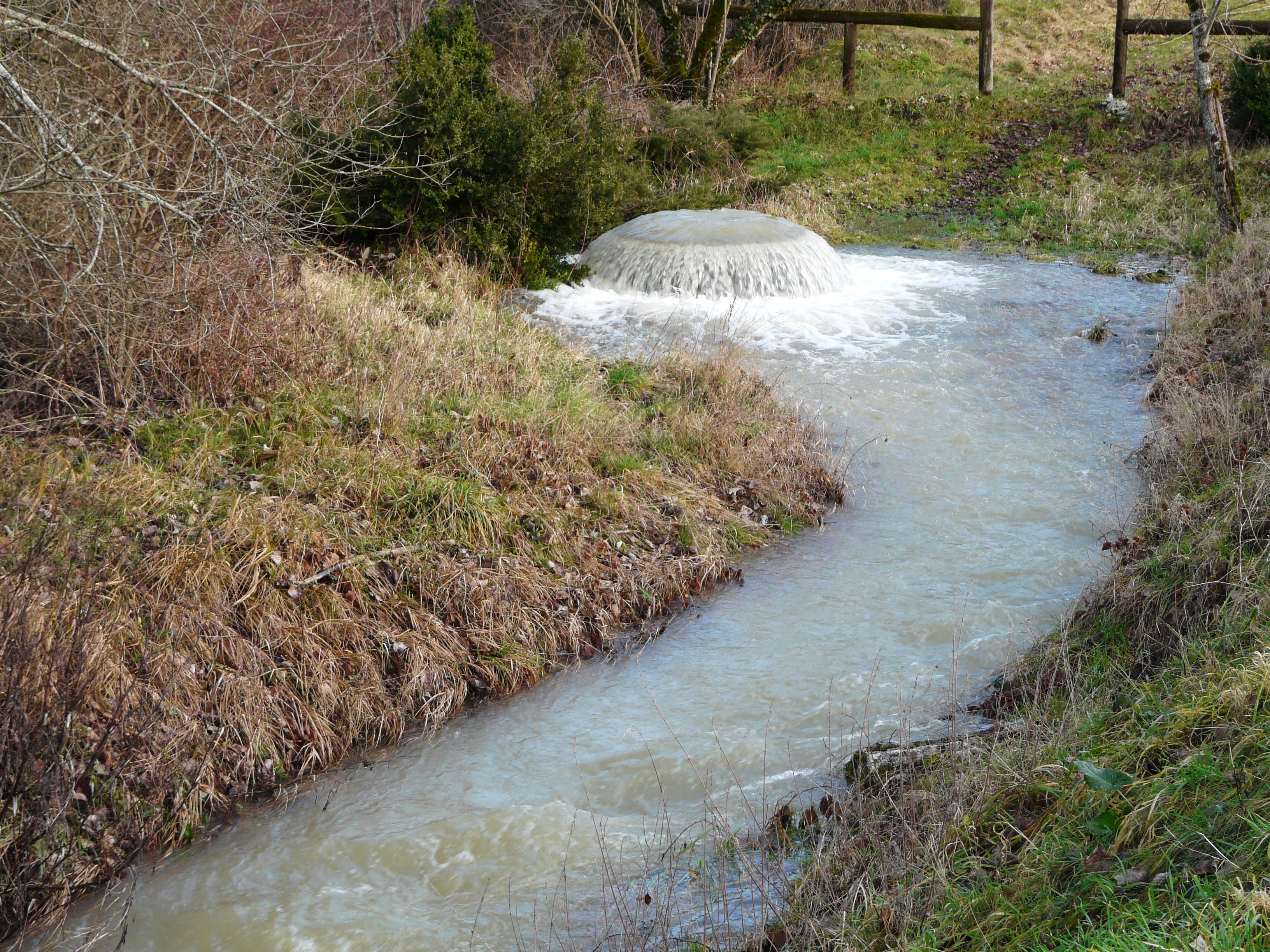
après plusieurs journées ...
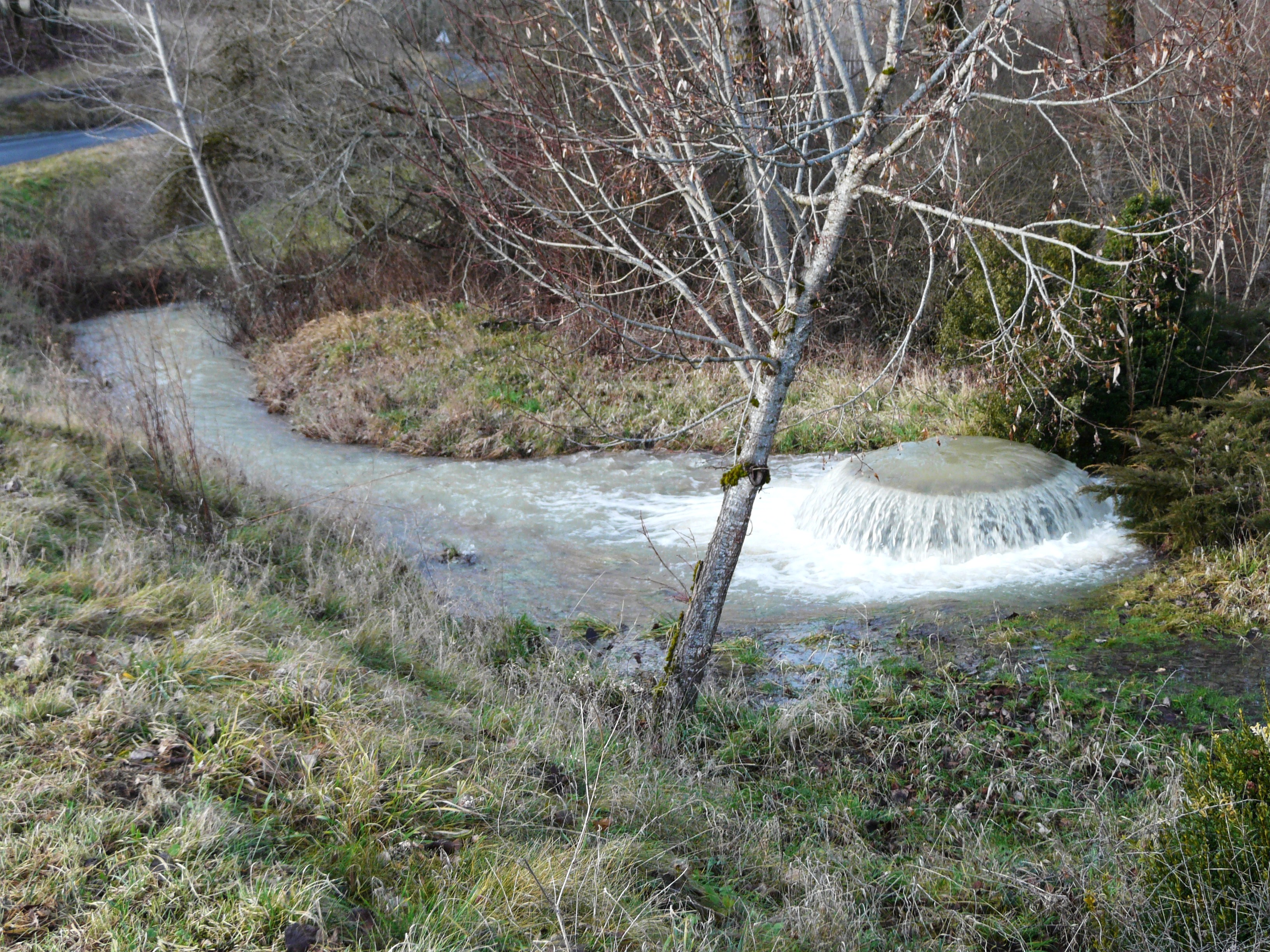
de fortes pluies.

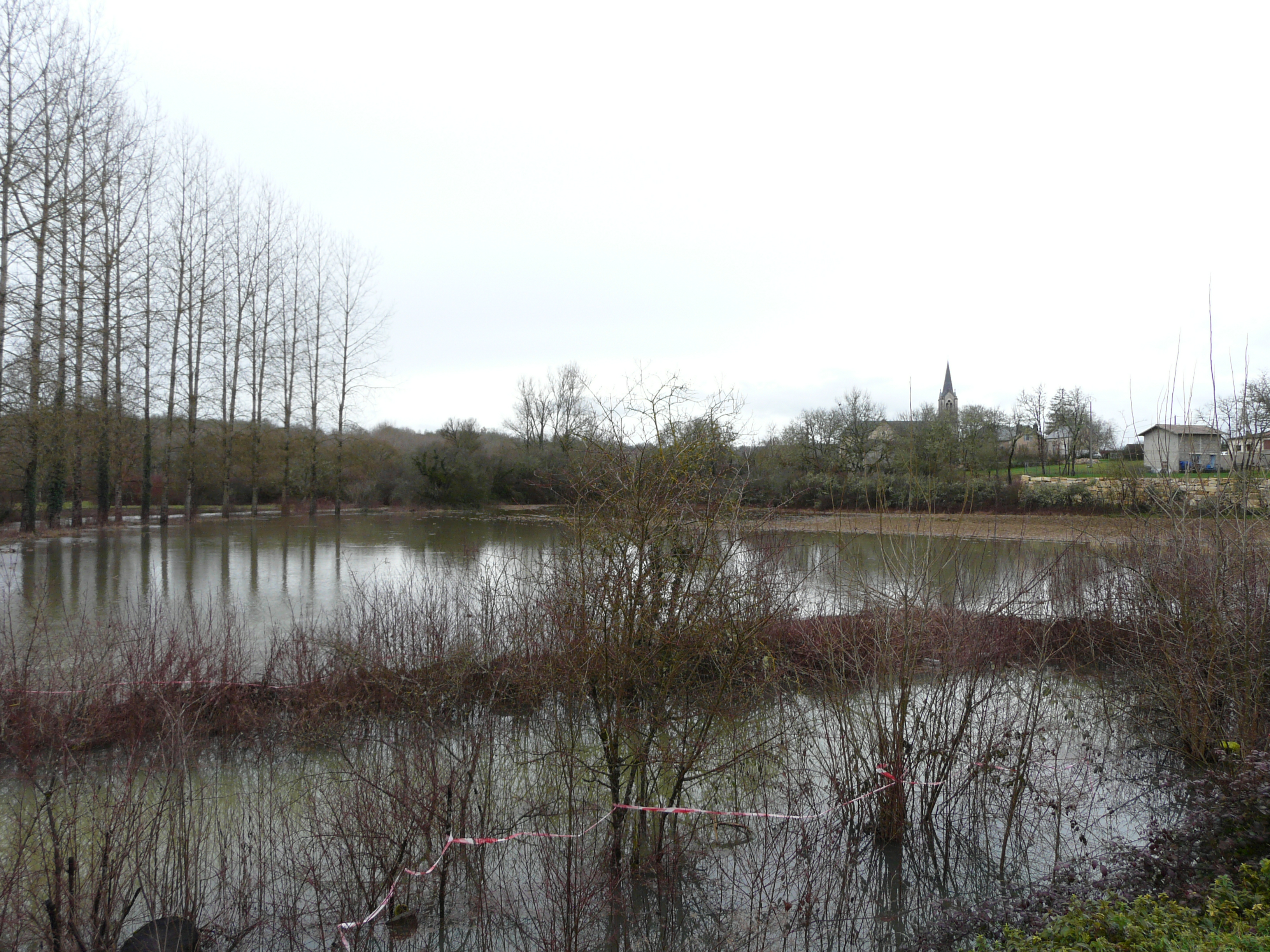
Crue du Blâme à Brouchaud.
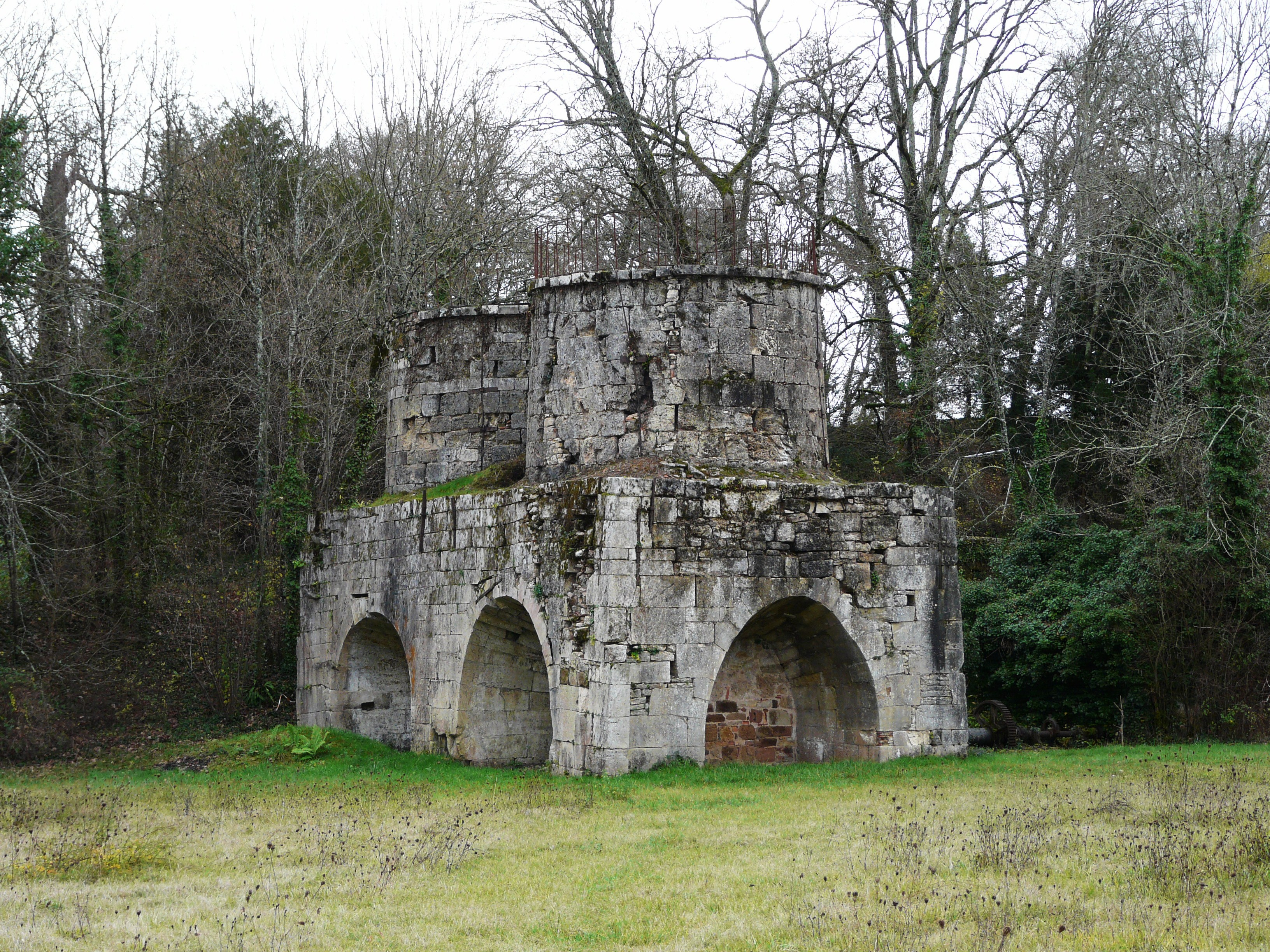
Les vestiges de la forge d'Ans.
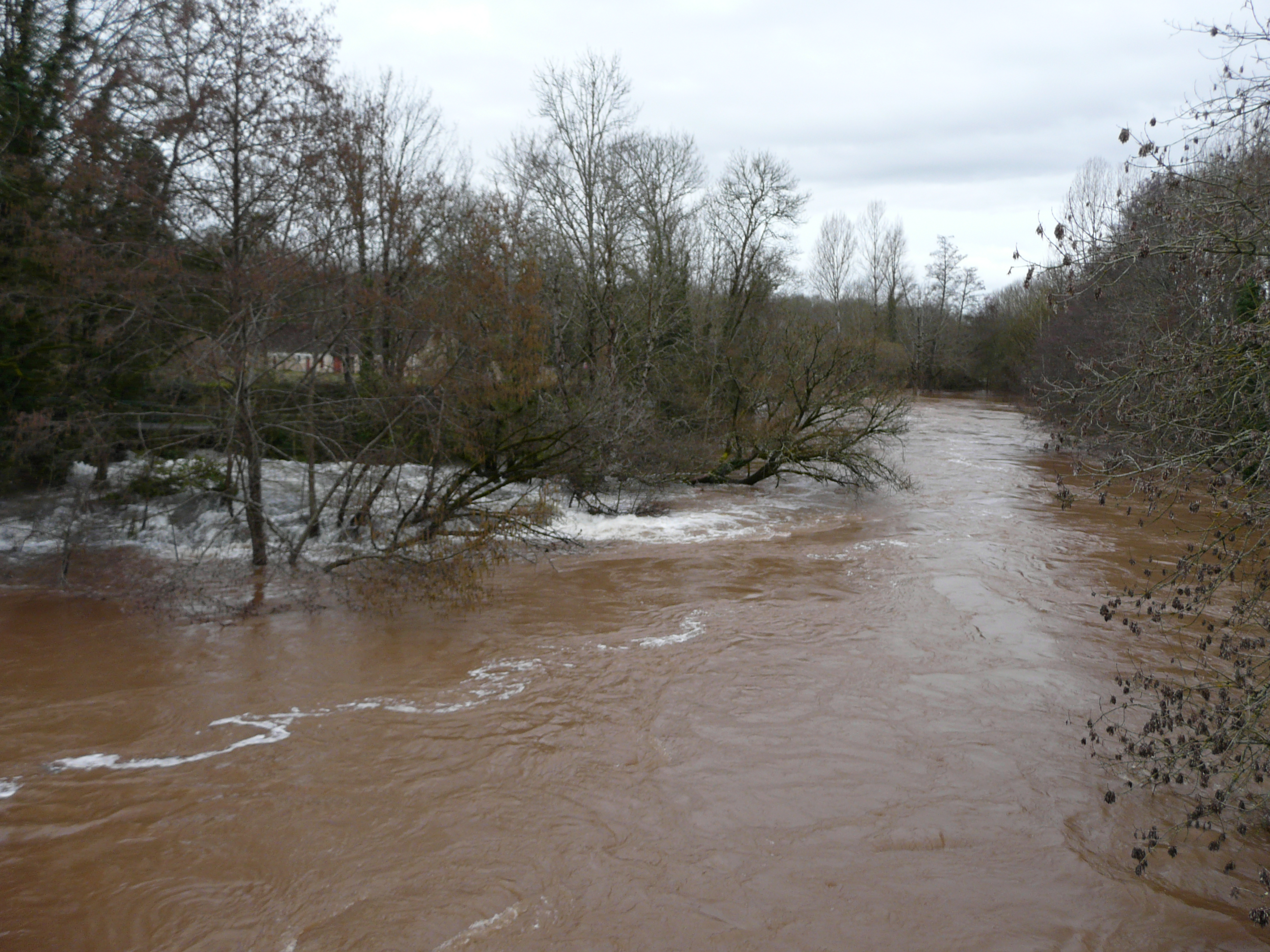
La cascade du Blâme en période de crues du Blâme et de l'Auvézère.
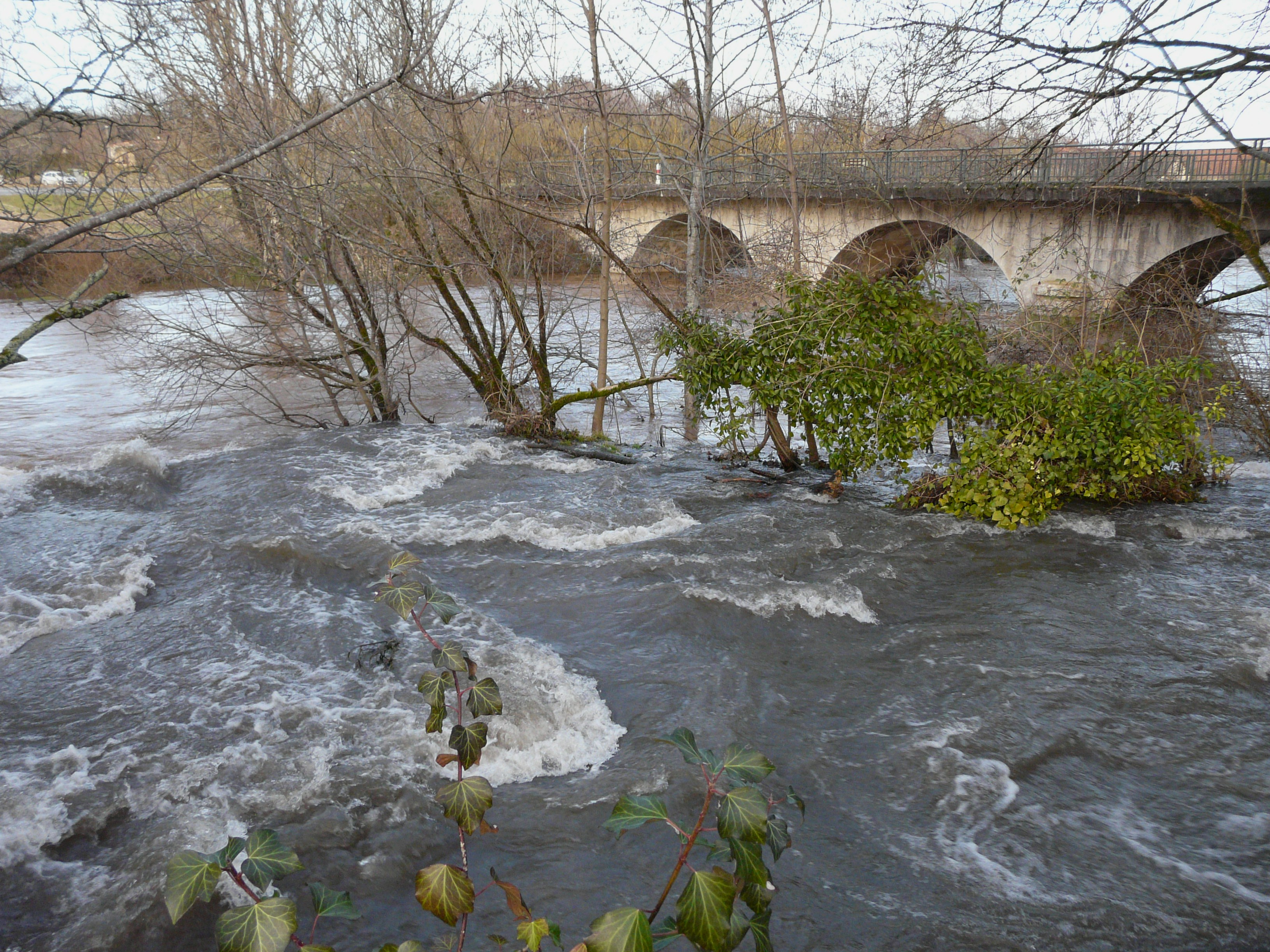
La cascade du Blâme vue du dessus et en période de crue.